# يوري جوروبيتس
يوري جوروبيتس (15 مارس 1932 - 26 يونيو 2022)، هو ممثل مسرحي وسينمائي سوفيتي وروسي. فنان الشعب الروسي، حائز على جائزة الدولة لاتحاد الجمهوريات الاشتراكية السوفيتية (1984)، حصل على وسام الصداقة (2003)، ووسام الشرف (2007).

## روابط خارجية
- يوري جوروبيتس على موقع IMDb (الإنجليزية)
- يوري جوروبيتس على موقع قاعدة بيانات الفيلم (الإنجليزية)